# Puente Pumarejo
El puente Alberto Pumarejo es una obra de infraestructura civil pública colombiana sobre el río Magdalena a 20 km de su desembocadura en el mar Caribe, a la altura de Barranquilla y el municipio de Sitionuevo, en el departamento de Magdalena. Inaugurado en 2019, conecta a Barranquilla con la isla de Salamanca y con el resto del país vía hacia la ciudad de Ciénaga. Su nombre es homenaje al dirigente barranquillero Alberto Pumarejo, quien impulsó la construcción del puente que funcionó entre 1974 y 2019.

## Historia
El puente Pumarejo de 1974 fue polémico desde su etapa de diseño a causa de sus pobres características técnicas, especialmente su gálibo, que impedía el desarrollo de la navegación fluvial por el río Magdalena.
En 2006, durante un foro de coyuntura económica realizado por la Universidad San Martín en Bogotá, el director del Instituto Nacional de Vías, Invías, Mauricio Ramírez Koopel, anunció que el proyecto sería incluido en el Plan de Desarrollo 2006-2010 que preparaba el Gobierno. En esa época se proyectaba un costo superior a los 60 millones de dólares.
Contratado por el Invías en marzo de 2012 por $10.552 millones para realizar los diseños del nuevo puente, el consorcio colombo-español Ecopuertos había propuesto inicialmente construir un puente sobre los pilotes del Pumarejo original sin demoler su estructura, pero las críticas de distintos frentes como la de la Asociación de Arquitectos del Atlántico, obligaron a la entidad a buscar una nueva alternativa.

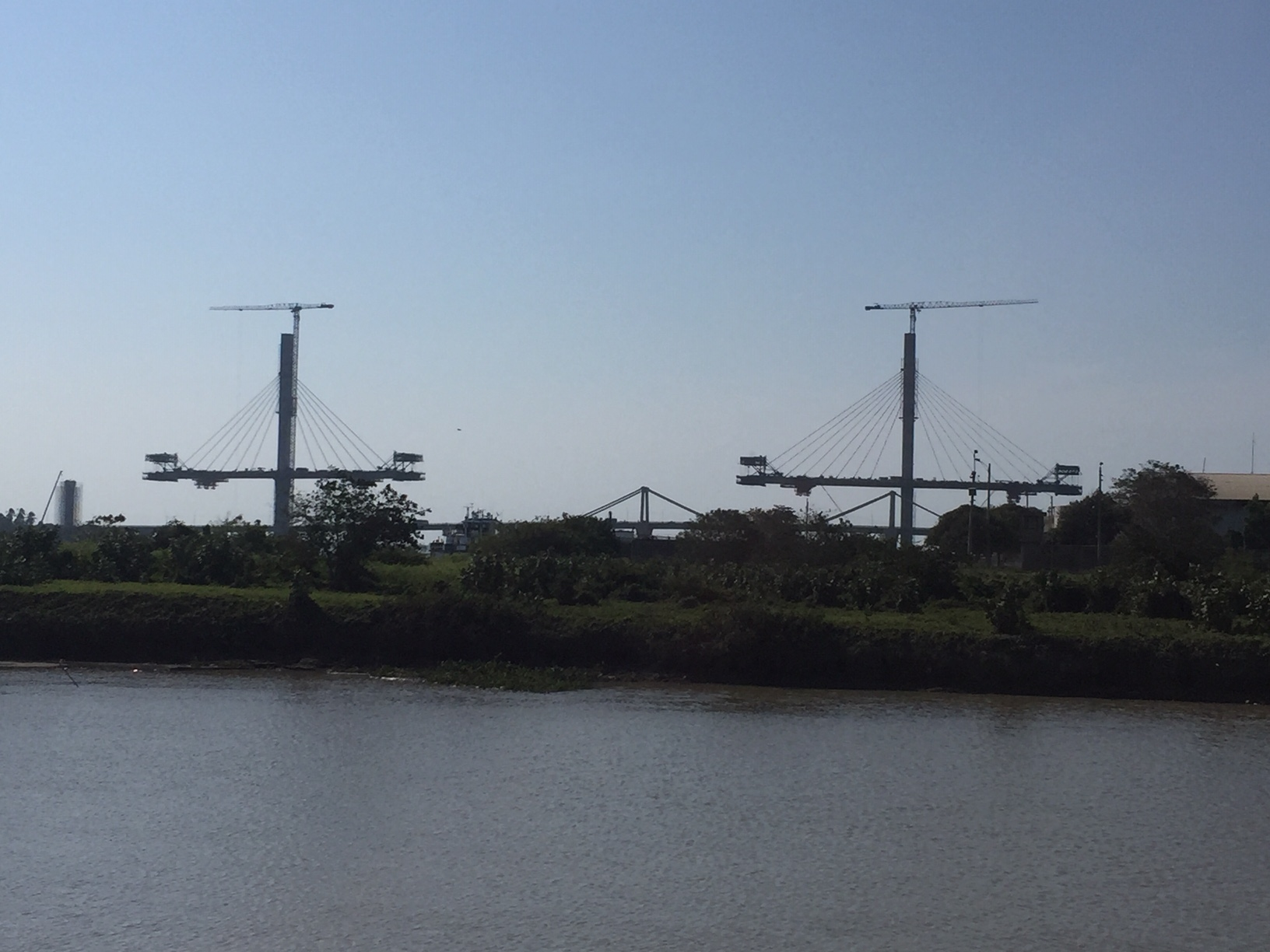
Avance de la construcción. 2 de febrero de 2019.

En 2015, el  Consorcio SES Puente Magdalena, integrado por Esgamo Ingenieros Constructores (30%), Sacyr Chile S.A. (30%) y Sacyr Construcción Colombia (40%), cuya propuesta económica fue de 614.935 millones de pesos, resultó ganador en la licitación pública que escogió al responsable de ejecutar la obra. La obra tiene un plazo máximo de 36 meses para su entrega.
Las obras comenzaron el 20 de agosto de 2015 con la canalización del caño Pasadena y la adecuación de los terrenos. Estaba prevista su entrega en el primer trimestre de 2018, de acuerdo con el compromiso celebrado entre el Consorcio SES Puente Magdalena y el gobierno del presidente Juan Manuel Santos. Fue inaugurado el 20 de diciembre de 2019.

## Características técnicas
La estructura es de tipo atirantado, en el tramo central dispone de un vano de 380 metros entre los pilones de 80 metros de altura, en los accesos cuenta con vigas-cajón; tiene una altura o gálibo de 45 metros, 2.247 metros de longitud en el eje principal y 990 metros de viaductos en conexiones y accesos, en total 3.237 metros de longitud.
Además, cuenta con dos calzadas vehiculares de tres carriles cada una, andenes peatonales de 2 m y ciclorrutas de 1,5 m en ambos extremos de la sección. El ancho del tablero es de 38,1 m en el tramo atirantado y de 35,1 m en los tramos de acceso.